# Jana Gáborová
Jana Gáborová (* 29. května 1967 Prostějov) je česká novinářka a pedagožka, od roku 2018 členka a od roku 2020 místopředsedkyně Rady České tiskové kanceláře.

## Život
Absolvovala Střední ekonomickou školu v Prostějově, kde maturovala v roce 1985. Následně vystudovala obor čeština a němčina na Filozofické fakultě Univerzity Palackého v Olomouci (promovala v roce 1990 a získala titul Mgr.). Po studiu učila na jazykové škole v Prostějově, posléze až do roku 1997 i na Reálném gymnáziu a Základní škole města Prostějova.
V letech 1997 až 2005 působila jako redaktorka Českého rozhlasu Olomouc, která měla v gesci prostějovský okres. V roce 2005 se stala tiskovou mluvčí prostějovské radnice.
V komunálních volbách v roce 1998 kandidovala jako nestraník za SDS do Zastupitelstva města Prostějov, a to na 2. místě kandidátky subjektu "Sdružení SDS, NK", ale neuspěla. V komunálních volbách v roce 2014 byla volební zmocněnkyní politického hnutí Pévéčko.
Od května 2018 je členkou Rady České tiskové kanceláře. Nominovalo ji hnutí SPD. Získala 91 hlasů, ke zvolení bylo potřeba 84 hlasů. Už v srpnu 2018 se ale ukázalo, že je v možném střetu zájmů, jelikož je zaměstnaná na prostějovské radnici jako mluvčí a současně edituje místní zpravodaj (Prostějovské radniční listy). Sdružení Oživení tak požadovalo její odvolání a v této věci poslalo podnět poslancům. Na konci června 2020 se stala místopředsedkyní Rady ČTK. V květnu 2023 jí skončilo funkční období, byla však zvolena i do dalšího období, které tak plynule navázalo. Tentokrát byla nominantkou hnutí ANO, ve volbě získala 160 ze 173 odevzdaných hlasů.
Jana Gáborová žije v Prostějově. Je jednou ze zakládajících členek Spolku Hanácký Jeruzalém, spolku pro židovské kulturní dědictví v Prostějově, v němž od roku 2017 působí jako členka rady. Je vdaná, má dva syny.